# Glashütte (Wald)
Glashütte ist ein Teilort der Gemeinde Wald im Landkreis Sigmaringen in Baden-Württemberg, Deutschland.

## Geographie

### Geographische Lage
Das Dorf Glashütte liegt etwa sechs Kilometer nordwestlich von Pfullendorf.

### Ausdehnung des Gebiets
Die Gesamtfläche der Gemarkung Glashütte beträgt 178,66 Hektar (Stand: 31. Dezember 2014).

## Geschichte

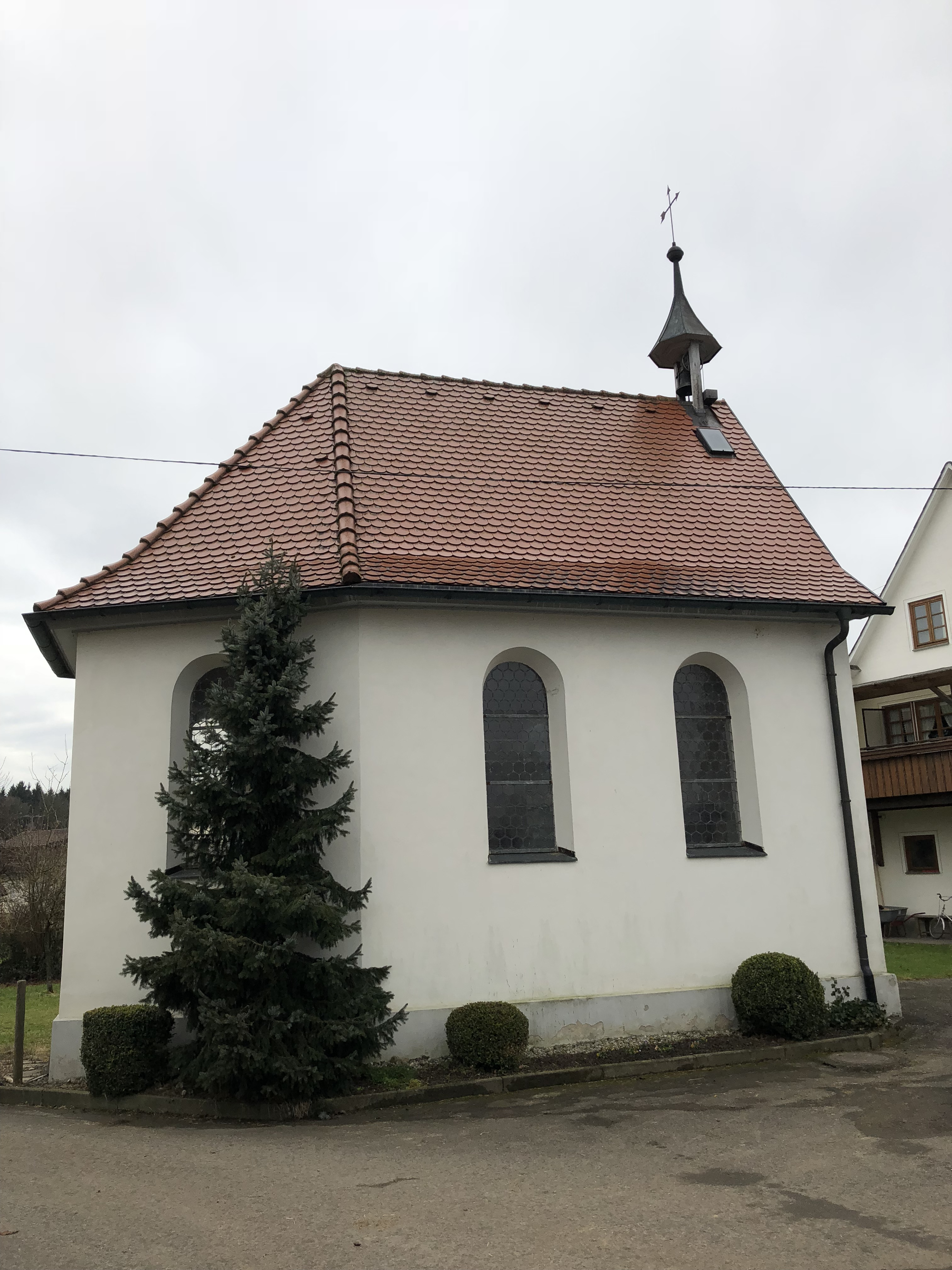
Kapelle St. Josef

Funde von Steinbeilen und Gefäßen bei Glashütte lassen vermuten, dass bereits gegen Ende des dritten Jahrtausends v. Chr. und in der Spätjungsteinzeit in dieser Gegend Menschen gelebt haben.
Glashütte wurde 1701 auf Besitz des Klosters Wald gegründet. Besitzer und Förderer der Glashütte waren die Herren von Schmidsfeld. In jenem Jahr erlaubte die Äbtissin Maria Jacobina Freifrau von Bodmann dem Glasmeister Abraham Schmid aus Liptingen den Aufbau einer Glashütte bei den günstigen Quarzsandvorkommen in der Moränenlandschaft auf Otterswanger Gemarkung. Mit Zustimmung des Jagdherren Meinrad II. Fürst von Hohenzollern-Sigmaringen durfte Schmid das Holz der Waldgebiete nutzen. Die Hütte war der einzige vorindustrielle Betrieb im gesamten Oberamt Wald. Der Betrieb dauerte, mit Unterbrechungen, bis 1881.
Im Umfeld der Glashütte entwickelte sich die gleichnamige Siedlung. Im Jahr 1785 zählte das Dorf zwölf Häuser. Zur Gemeinde im rechtlichen Sinne wurde das Dorf erst 1830 erhoben. Sie gehört zu dieser Zeit zum Fürstentum Hohenzollern-Sigmaringen, welches das Walder Territorium 1806 im Zuge der Säkularisation annektiert hatte. 1850 kam Glashütte mit Hohenzollern-Sigmaringen als Hohenzollernsche Lande an Preußen. Glashütte gehörte also ab 1806 zum zunächst fürstlichen und 1850 bis 1862 zum preußischen Oberamt Wald, seitdem zum Oberamt bzw. seit 1925 Kreis Sigmaringen.
Am 1. Januar 1975 wurde die bis dahin selbständige Gemeinde nach Wald eingemeindet. Letzter Bürgermeister war Liberat Schlachter.

### Einwohnerentwicklung
| Stand         | Einwohner |
| ------------- | --------- |
| 31. Dez. 2010 | 97        |
| 31. Dez. 2014 | 107       |

## Politik

### Ortsvorsteher
- bis 2004: Willi Halmer[5]
- 2004–2014: Eugen Krall[5]
- seit 2014: Thomas Loch[6]

### Wappen
In gespaltenem Schild vorne in Schwarz ein doppelreihig rot-silbern geschachter Schrägbalken, hinten in Gold ein kelchförmiges rotes Glas.
Der Zisterzienserbalken bringt die einstige Zugehörigkeit zum Kloster Wald zum Ausdruck. Das Glas macht das Wappen „redend“.